# 大鰭離鮡
大鰭離鮡（英語：Creteuchiloglanis macropterus），為輻鰭魚綱鯰形目鮡科的其中一種，為熱帶淡水魚類，分布於亞洲中國怒江及伊洛瓦底江流域，棲息在底層水域，生活習性不明。